# Giōrgos Karaivaz
Giōrgos Karaivaz (in greco Γιώργος Καραϊβάζ?; Kallifitos, 27 novembre 1968 – Alimo, 9 aprile 2021) è stato un giornalista greco.

## Biografia
Dopo gli studi, iniziò la sua carriera nel 1989 come giornalista dell'Eleftheri Ora. Dopo il 1996 collaborò con varie televisioni e giornali tra cui Planet, Skai e Exousia. A lungo collaboratore della rete televisiva ANT1, dal 2017 passò a Star Channel. Scriveva, inoltre, per la testata Eleftheros Typos e aveva un proprio sito, bloko.gr.
Impegnato in numerose inchieste sulla cronaca nera e sull'operato della polizia, è stato assassinato nell'aprile 2021 all'età di 52 anni in un agguato a sud di Atene, nei pressi della sua abitazione.